# Austropaxillus chilensis
Austropaxillus chilensis är en svampart som först beskrevs av Garrido, och fick sitt nu gällande namn av Bresinsky & Jarosch 1999. Austropaxillus chilensis ingår i släktet Austropaxillus och familjen Serpulaceae.   Inga underarter finns listade i Catalogue of Life.